# Šeduva
Šeduva est une ville de Lituanie ayant en 2008 une population d'environ 3 200 habitants.

## Histoire
Une communauté juive était historiquement importante dans la ville depuis le XVe siècle (jusqu'à représenter 56 % de la population totale à la fin du XIXe siècle).
En août 1941, 664 juifs de la ville (230 hommes, 275 femmes et 159 enfants) sont massacrés lors d'une exécution de masse. Les assassins sont membres d'un einsatzgruppen de nationalistes lituaniens. Une stèle est érigée sur le site de l'exécution.